# 上郷深田遺跡
上郷深田遺跡（かみごうふかだいせき）は、神奈川県横浜市栄区上郷町にある製鉄遺跡。出土遺物の特徴から飛鳥時代から平安時代の製鉄遺跡と推測されている。神奈川県内に唯一残る製鉄遺跡として知られる。

## 概要
かつての横浜市南部には、鍛冶遺跡が上郷深田遺跡以外にもあり、鍛冶ケ谷などの地名があり、港南区の港南台遺跡群に属する榎戸第5遺跡と・中谷遺跡で鞴の羽口（送風管）や鉄滓などの鍛冶遺物が出土していたというが、1970年代に破壊された。
上郷深田遺跡がある瀬上沢は、古来より、地元の人々の間では鉄滓が出土することが知られており、刀鍛冶に関する遺構が存在するのではないかといわれ、研究が行われていた。1985年（昭和60年）に発表された横浜市都市計画道路舞岡上郷線の工事区域にこの遺跡が含まれていたことから、翌1986年（昭和61年）9月1日より発掘調査が行われ、その結果、大規模な製鉄遺跡であることが判明した。しかし、当初の想定よりも規模の大きな遺跡であり短期間での発掘調査が困難であることや、道路の建設工事により遺跡が破壊されるおそれはないとされ、遺跡を埋め戻して保存し、調査を終了している。この埋め戻し保存の仕方には、現在批判が起きている。
瀬上沢の中の、小さい谷を挟んだ隣の丘陵にある上郷猿田遺跡は、立地や巨大掘立柱建物の存在などからみて、深田遺跡で働いた人々のムラである可能性があるという。

## 調査成果
1986年（昭和61年）の発掘調査で検出された遺構や出土遺物は以下の通りである。
- 遺構[11]
  - 製鉄関係の炉18基
  - 製銅関係の炉1基
  - 鍛冶炉を伴う竪穴遺構1基
  - 砂鉄が出土した竪穴遺構1基
  - 竪穴建物5棟
  - 性格不明の特殊遺構3基
- 主な出土遺物[12]
  - 土師器
  - 須恵器
  - 羽口
  - 鋳型
  - 鉱滓
  - 紡錘車
  - 鉄製品

## 現在
遺跡の未調査部分は埋め戻して地下保存し、上に舞岡上郷線を走らせているが、道路は永久構築物のため掘り直し再調査が不可能で、遺跡の活用が出来ないとして市民団体などから批判されている。また30年以上の間、正式な発掘調査報告書が未作成の状況も批判されており、横浜市は作成をする方針だと発表した。
瀬上沢では、かねてから東急建設による宅地開発が計画され、上郷深田遺跡も対象地内にあるため遺跡保護派との間で問題となっていた。しかし、2021年（令和3年）の熱海市伊豆山土石流災害で盛土を使う開発に社会的な懸念や関心が高まるなかでコストが嵩み事業化が困難になったとして、2023年（令和5年）3月に東急建設は主要部分の開発を断念することを決定した。